# Włodzimierz Wawryk

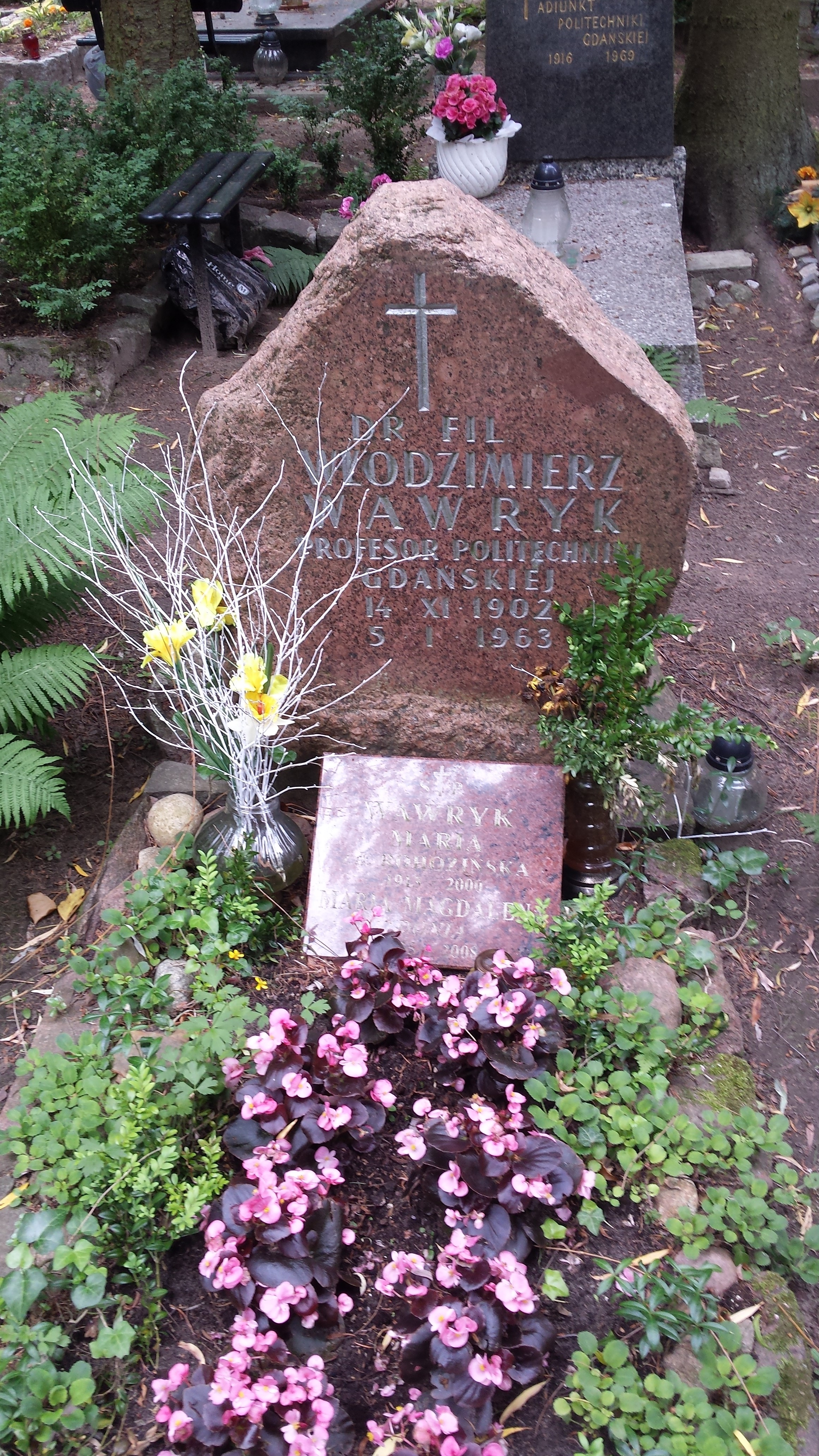
Grób profesora Włodzimierza Wawryka na Cmentarzu Srebrzysko w Gdańsku

Włodzimierz Wawryk (ur. 14 listopada 1902 w Dolinach, zm. 5 stycznia 1963 w Gdańsku) – polski inżynier, wykładowca Politechniki Lwowskiej i Politechniki Gdańskiej, dziekan Wydziału Chemicznego, specjalista z dziedziny mineralogii i petrografii.

## Działalność naukowa i zawodowa
Absolwent gimnazjum w Samborze w 1921. Od 1921 do 1944 mieszkał we Lwowie. Od 1921-1925 studiował medycynę na Uniwersytecie Jana Kazimierza we Lwowie, a od 1926 na Wydziale Matematyczno-Przyrodniczym chemię, w 1930 absolwent – mgr filozofii w zakresie chemii. Od 1928 do 1940 pracował na tej uczelni oraz na Politechnice Lwowskiej – Wydziale Rolniczo-Lasowym.
W okresie pracy na Politechnice Lwowskiej i Uniwersytecie Jana Kazimierza we Lwowie prowadził badania naukowe nad fosforytami, fosforami, piaskowcami i wodami mineralnymi w okolicy Grodna i Sandomierza połączone ze stażami badawczymi w placówkach naukowych nad surowcami mineralnymi w: Algierii, Tunezji, Maroko, Francji, Włoszech, Niemczech i Austrii.
W 1932 uzyskał doktorat na Wydziale Chemicznym Uniwersytetu Jana Kazimierza z zakresu mineralogii i petrografii.
W 1940 mianowany docentem. Od października 1941 do lipca 1944 nauczyciel w szkole zawodowej o profilu chemicznym oraz w Izbie Przemysłowo-Handlowej. Od sierpnia 1944 do kwietnia 1945 przebywał w Tuchowie pod Tarnowem.
Od 13 kwietnia 1945 w Gdańsku. Był w Grupie Operacyjnej Ministerstwa Oświaty do spraw zabezpieczenia i organizacji Politechniki Gdańskiej. Jeden z pierwszych organizatorów polskiej Politechniki Gdańskiej w 1945. W 1945-1948 był dziekanem, w 1948-1950 prodziekanem Wydziału Chemicznego PG. Przyczynił się do reaktywowania nauki od 1 października 1945 oraz reaktywowania zajęć dydaktycznych i badań naukowych wraz z nielicznymi laboratoriami. Zgromadził liczne minerały i skały będące zalążkiem muzeum mineralogiczno-petrograficznego.
Skompletował okazy minerałów oraz modele krystalograficzne i zapoczątkował gromadzenie książek do biblioteki Wydziału Chemicznego – filii Biblioteki Głównej Politechniki Gdańskiej uruchomionej w 1955.
15 stycznia 1946 mianowany profesorem nadzwyczajnym. W 1946-1963 był kierownikiem Katedry Mineralogii i Petrografii, kierownikiem laboratorium, w 1952-1963, katedry i zakładu ceramiki (ceramiki budowlanej) od 1952-1963. W 1952 zainicjował nową specjalizację na Wydziale Chemicznym: ceramikę budowlaną. Nauczyciel w Wieczorowej Szkole Inżynierskiej NOT w Gdańsku (1948-1951). Docent na Wydziale Farmacji Akademii Lekarskiej (obecnie GUMED) (1947-1950), profesor kontraktowy w Państwowej Wyższej Szkole Pedagogicznej w Gdańsku (obecnie Uniwersytet Gdański) (1 IX 1948 – 31 VIII 1949). Zwolennik współpracy nauki z przemysłem, był konsultantem wielu fabryk ceramiki w Polsce, m.in. Zakładów Ceramiki Budowlanej w Tolkmicku.
Członek towarzystw naukowych i organizacji społecznych: Gdańskiego Towarzystwa Naukowego, Polskiego Towarzystwa Chemicznego, Polskiego Towarzystwa Geologicznego – jeden z organizatorów oddziału gdańskiego w 1948, Polskiego Związku Zachodniego (1945-1950).
Był autorem i współautorem 40 ekspertyz, orzeczeń, artykułów naukowych dotyczących ceramiki, ilastych minerałów. W okresie po 1945 w badaniach naukowych zajmował się surowcami mineralnymi w województwie gdańskim i badaniami petrograficznymi skał osadowych w Polsce. Był promotorem 2 doktoratów.
Pochowany na Cmentarzu Srebrzysko w Gdańsku (rejon IX, kwatera profesorów, rząd 2).

## Odznaczenia
- Medal za Odrę, Nysę, Bałtyk (1946)
- Medal 10-lecia Polski Ludowej (1955)
- Krzyż Oficerski Orderu Odrodzenia Polski (1958)